# Пудзырей, Вадим Георгиевич
Вадим Георгиевич Пудзырей (род. 5 ноября 1969, Одесса, СССР) — украинский баскетболист, четырехкратный чемпион Украины. Входит в Зал Славы Баскетбольного Клуба «БИПА». С 2015 по 2017 год — главный тренер баскетбольного клуба «БИПА» Одесса.

## Биография
Коренной одессит. Родился и вырос на Пересыпи. До шестого класса хотел заниматься футболом, успел поиграть на юниорских первенствах города, даже имея возможность оказаться в одесском «Черноморце». Однако, был переведен в спецкласс по баскетболу и сразу заявлен в сборную города. Является воспитанником одесской СДЮСШОР № 2, находящейся на ул. Пушкинской 49. Первый тренер Вадима Георгиевича — Зоя Лесная, именно она определила его в старшую для него группу. Родившийся в 69-м, Вадим Георгиевич занимался в группе с мальчиками 67го года рождения.

### Чемпионат Украины
Всю свою профессиональную карьеру Вадим Пудзырей провел в одной команде. Менялись её лидеры и название, но Пудзырей всегда оставался в Одессе.

## Тренер
В прошлом главный тренер, ассистент главного тренера баскетбольного клуба «Одесса».
В сезоне 2022/23 снова возглавил команду «БИПА-Одесская область» в Суперлиге. Под его руководством команда завоевала бронзовые медали Чемпионата Украины.

## Личные награды и достижения

### Клубные
МБК «Одесса» (СКА Бипа-Мода)
- Чемпион Украины (4): 1998, 1999, 2001, 2002
- Серебряный призёр чемпионата Украины (3): 1997, 2000, 2003
- Бронзовый призёр чемпионата Украины (1): 1994
- Обладатель Кубка Украины (2): 1993, 2001
- Обладатель Кубка вызова NEBL (1): 2001

### В статусе тренера
МБК «Одесса» (СКА Бипа-Мода)
- Бронзовый призёр чемпионата Украины (1) 2004

### Личные
- Избран болельщиками в Зал Славы БК «Одесса»
- Сборная Суперлиги 2001 (вторая команда)